# Campethera punctuligera
Campethera punctuligera е вид птица от семейство Picidae.

## Разпространение
Видът е разпространен в Бенин, Буркина Фасо, Гамбия, Гана, Гвинея, Гвинея-Бисау, Камерун, Демократична република Конго, Кот д'Ивоар, Мали, Мавритания, Нигер, Нигерия, Сенегал, Сиера Леоне, Судан, Того, Централноафриканската република, Чад и Южен Судан.